# Наборні Сиресі
Набо́рні Сире́сі (рос. Наборные Сыреси, ерз. Наборные Сыреси) — село у складі Атяшевського району Мордовії, Росія. Входить до складу Козловського сільського поселення.

## Населення
Населення — 207 осіб (2010; 309 у 2002).
Національний склад (станом на 2002 рік):
- росіяни — 79 %